# Power (Diljá)
Power è un singolo della cantante islandese Diljá, pubblicato il 4 marzo 2023.

## Descrizione
Power è stata scritta dalla stessa interprete con Pálmi Ragnar Ásgeirsson, già autore di Unbroken di María Ólafsdóttir, che ha rappresentato l'Islanda all'Eurovision Song Contest 2015. Del brano è stata realizzata anche una versione in lingua islandese intitolata Lifandi inní mér.

## Promozione
Il 28 gennaio 2023 Diljá è stata confermata fra i 10 partecipanti all'annuale Söngvakeppnin, festival utilizzato per selezionare il rappresentante islandese all'Eurovision Song Contest. Dopo aver superato la semifinale, in cui per regolamento ha cantato la versione in islandese del suo pezzo, ha presentato Power in occasione della finale del 4 marzo. Qui il televoto l'ha incoronata vincitrice, rendendola di diritto la rappresentante islandese all'Eurovision Song Contest 2023 a Liverpool. Nel maggio successivo si è esibita durante la seconda semifinale della manifestazione europea, senza però qualificarsi per la finale.
Power è stata pubblicata commercialmente il 28 gennaio 2023 come traccia della raccolta Söngvakeppnin 2023 insieme a Lifandi inní mér. Il brano è stato pubblicato come singolo digitale il successivo 4 marzo dalla Rok Records e distribuito dalla Alda Music.

## Tracce
Testi e musiche di Pálmi Ragnar Ásgeirsson e Diljá Pétursdóttir.
1. Power – 3:03

## Classifiche

### Classifiche settimanali

#### Power
| Classifica (2023) | Posizione massima |
| ----------------- | ----------------- |
| Islanda           | 1                 |
| Lituania          | 78                |

#### Lifandi inní mér
| Classifica (2023) | Posizione massima |
| ----------------- | ----------------- |
| Islanda           | 6                 |

### Classifiche di fine anno
| Classifica (2023) | Posizione |
| ----------------- | --------- |
| Islanda           | 4         |